# Данило Фернанду
Мухаммад Данило Фернанду (порт. Danilo Fernando Bueno de Ameida или просто порт. Danilo Fernando; 8 июня 1979 год Рио-де-Жанейро, Бразилия) — бразильский футболист, полузащитник.

## Клубная карьера
Профессиональную карьеру начинал в нидерландском клубе «Фортуна» из Ситтарда, за который провёл два матча, в которых забил 2 мяча. Следом вернулся на Родину, где играл один сезон за Риу-Клару, а последующие за клубы низших бразильских лиг. в 2002 году перебрался в Индонезию, где сразу стал чемпионом страны в составе клуба «Петрокимия Путра». В 2014 году играл за клуб «Пусамания Борнео». 

## Достижения

### Личные
- Лучший полузащитник Пиала Индонезия (1): 2009

### Командные
- Чемпион Индонезии: (2): 2002, 2004

## Личная жизнь
24 января 2008 года, женившись на Винди Фитрии Марзуки принял ислам, взяв себе имя Мухаммад Данило Фернанду. В сентябре того же года начал держать мусульманский пост — саум